# Hepialus
Hepialus är ett släkte av fjärilar som beskrevs av Johan Christian Fabricius 1775. Hepialus ingår i familjen rotfjärilar, Hepialidae.

## Dottertaxa tillHepialus, i alfabetisk ordning[1][3]
- Hepialus adriaticus
- Hepialus aemilianus
- Hepialus albida
- Hepialus albomarginata
- Hepialus alfaroi
- Hepialus alticola
- Hepialus amasinus
- Hepialus anceps
- Hepialus androgynus
- Hepialus angulatus
- Hepialus angulum
- Hepialus anselminae
- Hepialus antarcticus
- Hepialus anteradiata
- Hepialus arcticus
- Hepialus arizanus
- Hepialus askoldensis
- Hepialus azuga
- Hepialus baroni
- Hepialus behrensii
- Hepialus bertrandi
- Hepialus brunnea
- Hepialus brunnescens
- Hepialus californicus
- Hepialus carna
- Hepialus castillanus
- Hepialus centralis
- Hepialus chishimana
- Hepialus clavipes
- Hepialus confluens
- Hepialus confusus
- Hepialus continua
- Hepialus continuata
- Hepialus cora
- Hepialus crocatus
- Hepialus crux
- Hepialus dacicus
- Hepialus dannenbergi
- Hepialus decorata
- Hepialus demutatus
- Hepialus desolatus
- Hepialus dobrogensis
- Hepialus ebba
- Hepialus espanoli
- Hepialus faeroensis
- Hepialus fauna
- Hepialus flina
- Hepialus froitzheimi
- Hepialus fumosa
- Hepialus furcatus
- Hepialus fusca
- Hepialus fuscata
- Hepialus fuscoargenteus
- Hepialus fusconebulosa
- Hepialus fuscus
- Hepialus gallicus
- Hepialus ganna
- Hepialus gerda
- Hepialus gracilis
- Hepialus grandis
- Hepialus griseomaculata
- Hepialus hamma
- Hepialus hecta
- Hepialus hectica
- Hepialus hectoides
- Hepialus heimlichi
- Hepialus hethlandica
- Hepialus humuli
- Hepialus hyperboreus
- Hepialus inutilis
- Hepialus inversa
- Hepialus jodutta
- Hepialus kruegeri
- Hepialus labradoriensis
- Hepialus laetus
- Hepialus laincalvo
- Hepialus latefasciatus
- Hepialus latemarginatus
- Hepialus lembertii
- Hepialus lenzi
- Hepialus lupulina
- Hepialus luteus
- Hepialus macilentus
- Hepialus mackiei
- Hepialus maculata
- Hepialus malaisei
- Hepialus mappa
- Hepialus mathewi
- Hepialus mcglashani
- Hepialus mendocinolus
- Hepialus minor
- Hepialus mlokossevitschi
- Hepialus modestus
- Hepialus montana
- Hepialus multicolor
- Hepialus mustelinus
- Hepialus mutatus
- Hepialus nebolosus
- Hepialus nebulosus
- Hepialus nemorosa
- Hepialus nesiotes
- Hepialus nigra
- Hepialus nigrescens
- Hepialus novigannus
- Hepialus nubifer
- Hepialus obliquus
- Hepialus obscura
- Hepialus okninskyi
- Hepialus ornata
- Hepialus ornatus
- Hepialus pallida
- Hepialus pallidus
- Hepialus pardoi
- Hepialus paropus
- Hepialus pauper
- Hepialus pharus
- Hepialus pinkeri
- Hepialus poecilus
- Hepialus postmaculatus
- Hepialus postnigrescens
- Hepialus postrufescens
- Hepialus pretiosus
- Hepialus pulchellus
- Hepialus pulcher
- Hepialus pusillus
- Hepialus pyrenaeus
- Hepialus pyrenaicus
- Hepialus pyreneensis
- Hepialus radiata
- Hepialus rectus
- Hepialus reducta
- Hepialus reedi
- Hepialus richthofeni
- Hepialus rosea
- Hepialus roseicaput
- Hepialus roseoornata
- Hepialus rufa
- Hepialus rufomaculata
- Hepialus sangaris
- Hepialus sciophanes
- Hepialus sequoiolus
- Hepialus serraticornis
- Hepialus shetlandicus
- Hepialus similis
- Hepialus sinarabesca
- Hepialus socordis
- Hepialus sordida
- Hepialus staudingeri
- Hepialus sylvina
- Hepialus tacomae
- Hepialus thulensis
- Hepialus transsylvanica
- Hepialus unicolor
- Hepialus uniformis
- Hepialus unimacula
- Hepialus uralensis
- Hepialus uredo
- Hepialus varians
- Hepialus variegata
- Hepialus velleda
- Hepialus victoriae
- Hepialus vosgesiacus
- Hepialus zetterstedti

## Bildgalleri

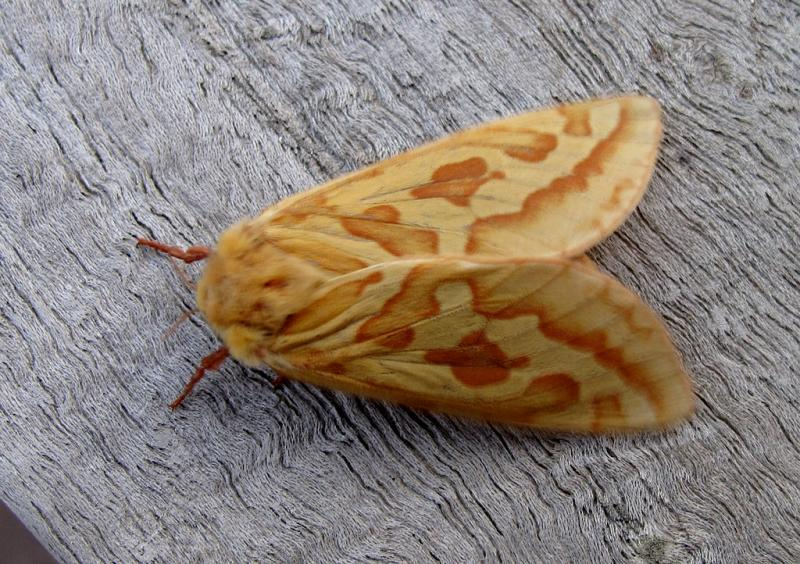
Humlerotfjäril hona
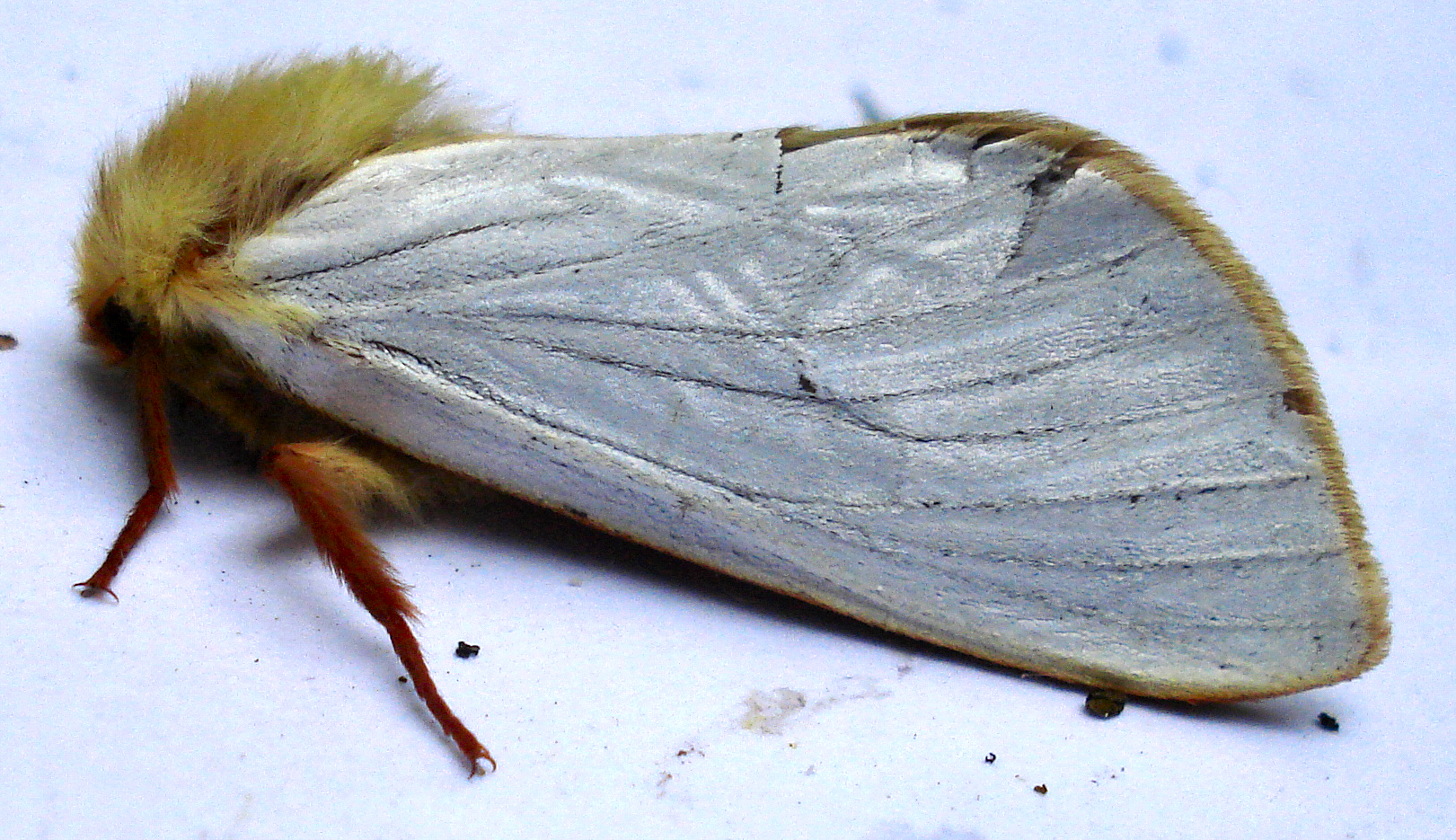
Humlerotfjäril hane